# Kolomotuʻa (Distrikt)
Kolomotuʻa  ist einer der sieben Distrikte der Division Tongatapu im Königreich Tonga im Pazifik.

## Geographie
Der Distrikt umfasst den zentralen Teil des Tongatapu-Atolls mit dem westlichen Teil der Hauptstadt Nukuʻalofa. Der Distrikt grenzt im Westen an den Distrikt Nukunuku und im Süden an den Distrikt Vaini. Nach Osten schließt sich der Hauptstadtdistrikt Kolofoʻou an.

## Bevölkerung
Zum Distrikt gehören unter anderem mehrere Viertel der Hauptstadt.
| Dorf         | Einwohner (2021) |
| ------------ | ---------------- |
| Kolomotuʻa   | 6964             |
| Haveluloto   | 3473             |
| Tofoa-Koloua | 3467             |
| Hofoa        | 1404             |
| Puke         | 943              |
| Siaʻatoutai  | 617              |